# The Robber Bride
The Robber Bride és una novel·la de l'escriptora canadenca Margaret Atwood. Va ser publicada originalment el 1993.

## Argument
Durant una eixida per Toronto tres amigues es troben amb Zenia, una antiga companya de classe que creien morta. Zenia, en el passat els havia furtat, un per un, els seus respectius pretendents. Les havia enganyades contant-los una versió diferent de la seua vida, feta a mida per a cadascuna de les tres. Per descomptat, cap versió de la vida de Zenia és vertadera, i el lector sap el mateix que els personatges. Les traïcions que havien patit eren precisament el punt en comú de les tres amigues. De fet, fou després que ella morira, que quedaven per dinar cada mes. Les tres s'enfrontaran a Zenia, i ella els explicarà que cadascuna té el que s'ha merescut.

## Temes
La novel·la alterna entre el present i flashbacks que ofereixen els punts de vista de Tony, de Charis i Ros, respectivament. Com altres obres d'Atwood, aquesta tracta de la lluita pel poder entre hòmens i dones. També és una reflexió de la naturalesa de l'amistat, del poder, i de la confiança entre dones. El personatge de Zenia es pot entendre com l'extrem de la dona que ha assolit poder, que s'aprofita de la solidaritat entre dones; també com una mercenària interessada que de manera astuta utilitza la “guerra entre sexes” per tal d'assolir els seus propis interessos. Una possible lectura seria que Zenia fóra una mena d'àngel de la guarda de les dones, que les salva d'hòmens que no les mereixen.

## Premis i adaptacions
Aquesta novel·la es va adaptar al cinema el 2007. Va ser finalista del Premi Governor General el 1994.